# Корчувка (Мазовецьке воєводство)
Корчувка (пол. Korczówka) — село в Польщі, у гміні Ольшанка Лосицького повіту Мазовецького воєводства. Населення — 247 осіб (2011).

## Історія
За даними етнографічної експедиції 1869—1870 років під керівництвом Павла Чубинського, у селі переважно проживали греко-католики, які розмовляли українською мовою.
У 1975—1998 роках село належало до Білопідляського воєводства.

## Демографія
Демографічна структура станом на 31 березня 2011 року:
|          | Загалом | Допрацездатний вік | Працездатний вік | Постпрацездатний вік |
| -------- | ------- | ------------------ | ---------------- | -------------------- |
| Чоловіки | 127     | 28                 | 83               | 16                   |
| Жінки    | 120     | 28                 | 57               | 35                   |
| Разом    | 247     | 56                 | 140              | 51                   |